# کینجیوو
کینجیوو (به لاتین: Kıncıvo) یک منطقه مسکونی در جمهوری آذربایجان است که در شهرستان لریک واقع شده است. کینجیوو ۲۰۲ نفر جمعیت دارد.

## ویژگی‌ها
این روستا به‌عنوان یک ناحیه لجستیکی جزئی برای عملیات حفاری نفت در اوج گسترش صنعت نفت جمهوری آذربایجان کمی پیش از جنگ جهانی دوم و در میان آن فعالیت داشت. در دوران پس از جنگ جهانی دوم این روستا در تغییر صنعت نفت به اکتشافات دریایی نیز نقش داشت.

## ریشه واژه
کینج در زبان تالشی به‌معنی کنج، کناره و گوشه و جَوو به‌معنی محل ورزش باد است و معنای کامل آن محل وزش باد خزری یا دریای کاسپین است.